# Отеро, Марсело
Марсе́ло Алеха́ндро Оте́ро Ларса́баль (исп. Marcelo Alejandro Otero Larzábal; 14 апреля 1971, Монтевидео, Уругвай) — уругвайский футболист, нападающий сборной Уругвая и клубов «Рампла Хуниорс» и «Пеньяроль» из Монтевидео, «Виченца», «Севилья», «Колон» из аргентинского города Санта-Фе и «Феникс» из Монтевидео. Обладатель Кубка Америки розыгрыша 1995 года.

## Карьера

### Клубная
Профессиональную карьеру начал в 1990 году в клубе «Рампла Хуниорс», в составе которого провёл 40 матчей и забил 16 голов. В 1992 году перешёл в «Пеньяроль», за который сыграл 57 матчей, забил 29 мячей и трижды становился вместе с командой чемпионом Уругвая.
После этого, в 1995 году переехал в Италию, в клуб «Виченца». За эту команду он выступал до 1999 года, проведя за это время 96 матчей и забив 37 мячей в Серии A. В 1997 году Отеро стал обладателем Кубка Италии, а в 1998 году дошёл в составе своей команды до полуфинала Кубка обладателей Кубков. В нём, однако, «Виченца» уступила по сумме двух матчей лондонскому «Челси», который в итоге и стал в том году обладателем трофея.
В 1999 году перебрался в испанскую «Севилью», за которую сыграл 40 матчей и забил 2 мяча. Во время пребывания в Испании Отеро стал участником судебного разбирательства, в ходе которого ему грозило тюремное заключение на 8 лет и штраф в 75 000 долларов США за драку на дискотеке 17 декабря 1999 года.
В 2001 году уехал в Аргентину, где отыграл сезон в клубе «Колон» из Санта-Фе. За эту команду Марсело провёл 14 матчей.
В 2003 году вернулся на родину в Уругвай, где сыграл 12 матчей и забил 3 мяча за клуб «Феникс» из Монтевидео, после чего завершил карьеру.

### В сборной
В составе главной национальной сборной Уругвая дебютировал 19 октября 1994 года в матче против сборной Перу, а последний матч сыграл 15 августа 2000 года, всего за сборную сыграл 25 матчей и забил 10 мячей в ворота соперников. В 1995 году в составе команды стал обладателем Кубка Америки. В финальном матче против сборной Бразилии вышел в стартовом составе.

## Достижения

### Командные
Обладатель Кубка Америки: (1)
- 1995

Чемпион Уругвая: (3)
- 1993, 1994, 1995 (все с ФК «Пеньяроль»)

Обладатель Кубка Италии: (1)
- 1996/97

Полуфиналист Кубка обладателей Кубков: (1)
- 1997/98